# Indische englischsprachige Literatur
Indische englischsprachige Literatur oder indische Literatur in englischer Sprache ist die Literatur, die von indischen Schriftstellern in englischer Sprache verfasst wurde und wird. Je nachdem, wie weit man indische englischsprachige Literatur fasst, gehört dazu auch die Literatur indischer Autoren, die außerhalb Indiens leben und arbeiten, z. B. in den USA oder in Großbritannien, wie Salman Rushdie. Unterschieden werden muss die indische englischsprachige Literatur von der angloindischen Literatur, die von britischen Autoren über indische Themen verfasst wurde, etwa Kim von Rudyard Kipling oder A Passage to India von E. M. Forster.
Wichtige Vertreter der indischen Literatur auf Englisch sind der bengalische Dichter Rabindranath Tagore, der seine Lyrik auf Englisch und Bengalisch verfasste und dem 1913 der Nobelpreis für Literatur verliehen wurde. Erwähnenswert sind ferner die Romanautoren Mulk Raj Anand, Raja Rao und R. K. Narayan, die in den 1930er und 1940er Jahren für einen ersten Höhepunkt der indischen Literatur auf Englisch sorgten. Für einen Boom indischer englischsprachiger Literatur ab den 1980er Jahren sorgte unter anderem die Verleihung des Booker Prize an Salman Rushdie für seinen Roman Mitternachtskinder (engl. Midnight Children), in dessen Folge auch weitere indische Autoren, die englischsprachige Literatur verfassen, leichter Zugang zum internationalen Buchmarkt fanden. Weitere wichtige Autoren, die ab den 1990er Jahren ebenfalls international bekannt wurden, sind z. B. Anita Desai und Amit Chaudhuri. Romane indischer Autoren wie Arundhati Roy (The God of Small Things, 1997), Kiran Desai (The Inheritance of Loss, 2006) und Aravind Adiga (The White Tiger, 2008) gewannen in den 1990er und 2000er Jahren den Booker Prize.

## Anfänge der indischen englischsprachigen Literatur

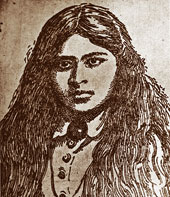
Toru Dutt

Die Anfänge der indischen englischsprachigen Literatur gehen auf Briefe, Traktate und Übersetzungen indischer Literatur ins Englische zurück, die während der Kolonialzeit von indischen Autoren verfasst wurden. Zu diesen Autoren zählte z. B. der bengalische hinduistische Reformer und Journalist Rammohan Roy, der Anfang des 19. Jahrhunderts englischsprachige Texte zu verschiedenen Themen verfasste, unter anderem zur Meinungs- und Pressefreiheit in Indien. Ferner übersetzte er indische literarische und philosophische Texte ins Englische und trug dazu bei, das Englische als Kommunikationsmittel und Literatursprache in Indien zu etablieren.
Zu den ersten literarischen Veröffentlichungen zählen die Lyrik von Shoshee Dunder Dutts Miscellaneous Verses, die 1848 in Kalkutta veröffentlicht wurden. Shoshee Dunder Dutt gehörte zu der großen Schriftstellerdynastie Dutt, die noch weitere englischsprachige Autoren hervorgebracht hat, darunter Toru Dutt, die auch als erste moderne indische Dichterin auf Englisch bezeichnet wird und deren Gedichte zum größten Teil posthum als Ancient Ballads and Legends of Hindustan 1882 veröffentlicht wurden.
Der Roman etablierte sich als neue Literaturgattung in der indischen Literatur in der zweiten Hälfte des 19. Jahrhunderts, zunächst in den indischen Sprachen Bengalisch und Marathi. Die ersten Erzähltexte indischer Autoren in englischer Sprache, die heute noch überliefert sind, sind vermutlich A Journal of Forty-Eight Hours of the Year 1945, eine Zukunftsvision von Kylas Chunder Dutt, erschienen 1835 in der Calcutta Literary Gazette, und The Republic of Orissa: A Page from the Annals of the 20th Century, ebenfalls eine Zukunftsvision über die Unabhängigkeit Indiens von Shoshee Chunder Dutt, erschienen im Saturday Evening Harakuru 1845. Vermutlich einer der ersten Romane, die in Indien geschrieben wurden, war Rajmohan's Wife von Bankim Chandra Chattopadhyay, der als Fortsetzungsroman in der Zeitschrift The Indian Field 1864 erschien, eine romantische Liebesgeschichte. Dieser Romanerstling blieb der einzige englische Roman von Bankim Chandra Chattopadhyay, der seine bedeutenden Romane auf Bengalisch verfasste.
Erwähnenswert als Repräsentantin des englischsprachigen Romans des 19. Jahrhunderts in Indien ist ferner Krupabai Satthianadhan, die mehrere Romane auf Englisch verfasste, darunter die Bildungsromane Kamala, A Story of Hindu Life (1894) und Saguna, A Story of Native Christian Life (posthum veröffentlicht 1895).

## 1900 bis zur Unabhängigkeit Indiens

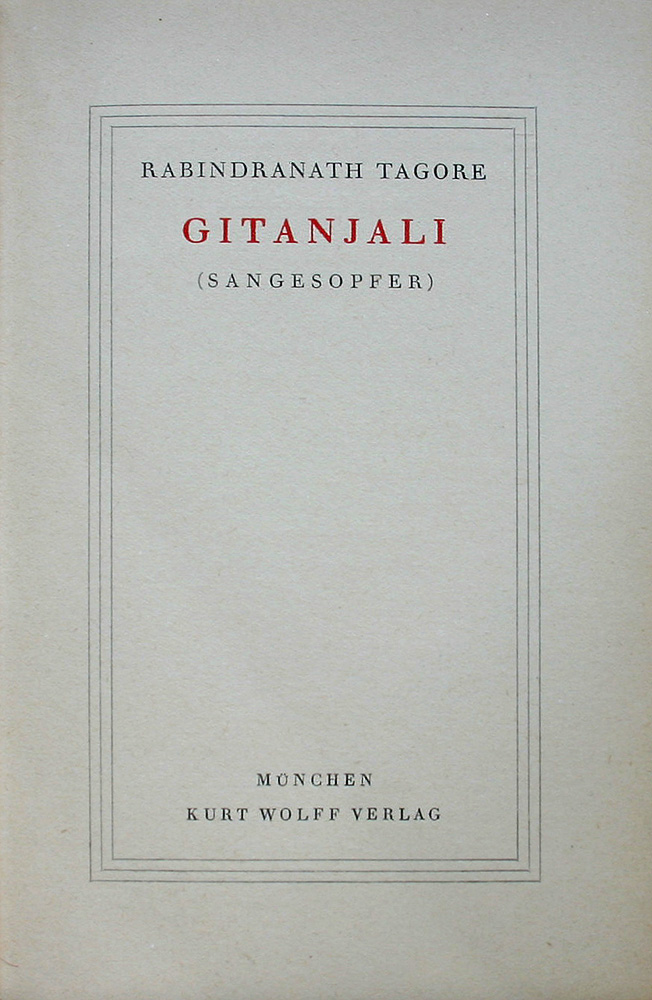
Deckblatt der Gitanjali von Rabindranath Thakur

Die herausragende Figur der indischen Literatur zu Beginn des 20. Jahrhunderts war Rabindranath Thakur (anglisierte Schreibweise: Tagore). Tagore schrieb seine Dichtung hauptsächlich auf seiner Muttersprache Bengalisch. Erst als er sich bereits als bedeutender bengalischer Poet etabliert hatte, übersetzte er sein Werk Gitanjali ins Englische, das 1913 von Macmillan in London veröffentlicht wurde und ein großer literarischer Erfolg war. Die englische Fassung der Gitanjali war streng genommen keine genaue Übersetzung, sondern eine Überarbeitung der bengalischen Fassung, der Tagore auch noch weitere Gedichte auf Englisch hinzufügte. Tagore erhielt für sein Werk 1913 den Literaturnobelpreis.
Der indische englischsprachige Roman erlebte seine erste größere Blüte in den 1930er Jahren. Als Gründungsväter des modernen indischen Romans auf Englisch werden häufig die Autoren Mulk Raj Anand, Raja Rao und R. K. Narayan genannt. Alle drei Autoren adressieren unter anderem soziale Fragen im zeitgenössischen Indien. So befasst sich Anand in seinem Roman Untouchable mit der sozialen Situation von Dalits („Unberührbaren“) in Indien. Raja Raos Roman Kanthapura (1938) schildert den Einfluss der Ideen Mahatma Gandhis auf dem Land, exemplarisch am Dorf Kanthapura. R. K. Narayan beschreibt in seinen mehr als zwölf Romanen das Leben in der kleinen Stadt Malgudi in Mysore.

## 1950er bis 1970er Jahre
Nach der Unabhängigkeit Indiens von Großbritannien war Englisch als die Sprache des Landes, von dem man gerade die Unabhängigkeit errungen hatte, keine beliebte Literatursprache. Deshalb etablierten sich viele englischsprachige Autoren erst zögerlich, aber dennoch gibt es eine Reihe von Autoren, deren Anfänge auf die 1950er Jahre zurückgehen.
Nennenswert sind hier Khushwant Singh, der neben Romanen auch historische Werke und Übersetzungen verfasste. Bekannt ist Singh vor allem für seinen Roman Train to Pakistan von 1956, eines der meistbeachteten literarischen Werke zur Teilung des indischen Subkontinents in Indien und Pakistan. Ebenfalls bekannt ist Ruskin Bond, dessen Karrierebeginn auch bis in die 1950er Jahre reicht. Bonds erster Roman The Room on the Roof (1956) gewann den John Llewellyn-Rhys Memorial Prize; jedoch ist Bond vor allem für seine Kinderliteratur bekannt.
Drei bemerkenswerte Autorinnen aus den 1950er bis 1970er Jahren sind Nayantara Sahgal, Kamala Markandaya und Anita Desai. Während Sahgals Romane sich hauptsächlich mit Fragen westlichen Elite und ihrem Verhältnis zu politischer Macht und Verantwortung befassen, versucht Markandaya eine Vielzahl von Themen zu behandeln, darunter der Konflikt zwischen Tradition und Modernität. Anita Desai zeichnet in ihren Romanen hauptsächlich die psychologische Entwicklung ihrer meist weiblichen Hauptfiguren nach.
In den Jahrzehnten ab 1950 haben sich auch einige englischsprachige Dichter in Indien etabliert: Zunächst wäre Nissim Ezekiel zu nennen, der seit 1945 Gedichte publiziert, ferner Dom Moraes und Kamala Das. Kamala Das schrieb neben Englisch auch in ihrer Muttersprache Malayam. Die englische Sprache diente Das als Alternative, in der sie auch in Indien gewagtere Themen verarbeiten konnte, wie etwa erotische Gefühle oder die Frage der Identität als indische Frau. Zwei Dichter, die als Modernisten indischer Lyrik auf Englisch gelten können, sind Arun Kolatkar und Arvind Krishna Mehrotha. Arvind Krishna Mehrotha machte sich auch als Literaturkritiker, Übersetzer und Herausgeber von Gedichtanthologien einen Namen. Dichter, die ebenfalls hauptsächlich auf Englisch publizieren, sind Inder mit Parsi-Hintergrund wie Keki N. Daruwalla und Gieve Patel.

## 1980 bis heute

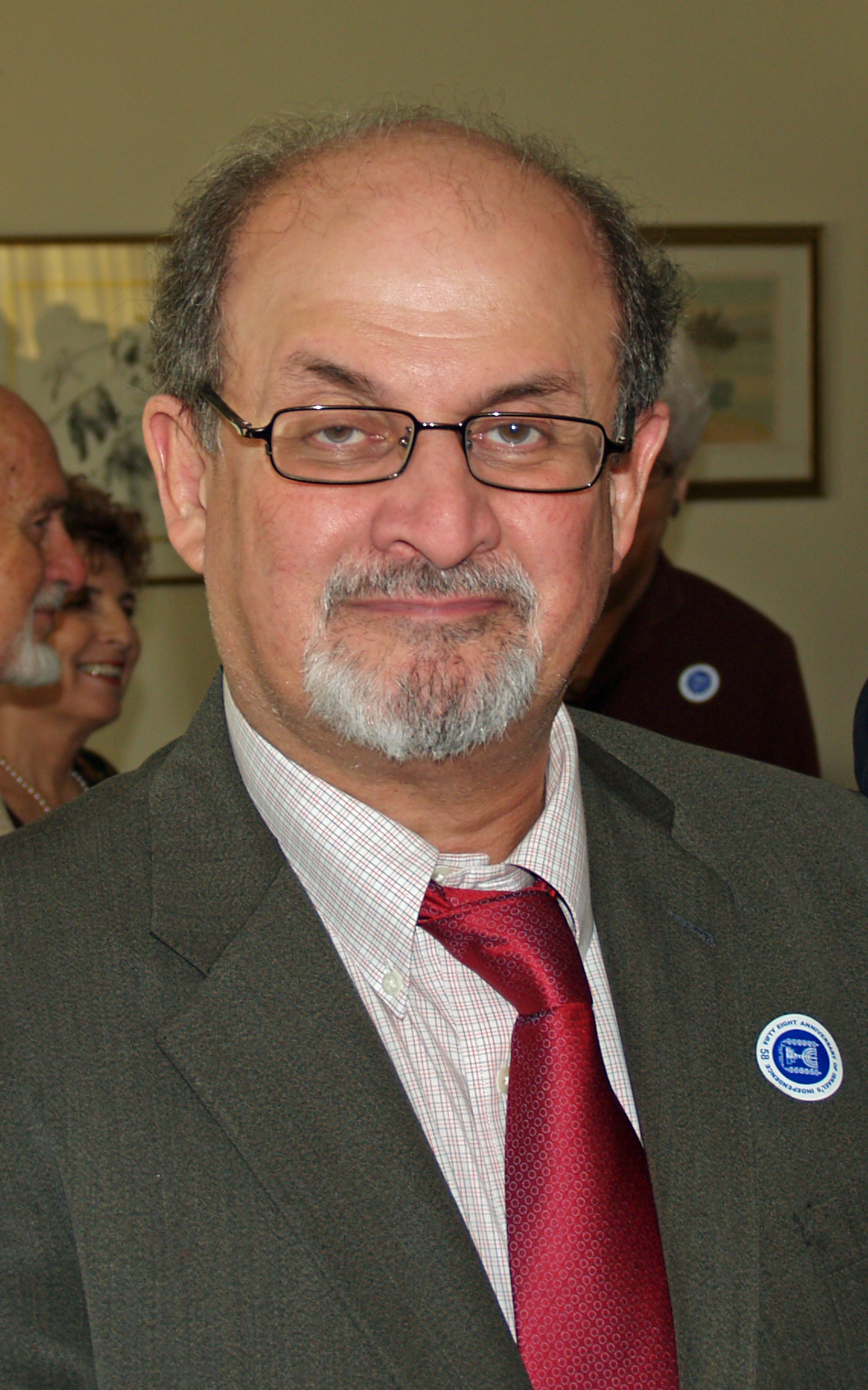
Salman Rushdie

Die 1980er Jahre markieren einen weiteren Wendepunkt in der Geschichte der indischen englischsprachigen Literatur. Mit der Veröffentlichung von Midnight's Children von Salman Rushdie 1981 und dem Gewinn des renommierten Booker Prize wird indische englischsprachige Literatur weltweit bekannt. Als Konsequenz dieses Erfolgs von Midnight's Children stieg das Interesse an indischer englischsprachiger Literatur, wovon weitere Autoren profitieren, denen nun internationale Verlage offener gegenüberstehen: So wurde Penguin India z. B. im Jahr 1985 etabliert.
Autoren, die ab den 1980er Jahren moderne indische Romane verfassen (entweder in der Tradition, die Rushdie etabliert hat, oder als Gegenreaktion dazu), sind unter anderem Amitav Ghosh, Shashi Tharoor, Mukul Kesavan, Vikram Chandra, Shashi Deshpande, Gita Hariharan und Arundhati Roy. Amitav Ghosh z. B. griff in seinem ersten Roman The Circle of Reason (1986) den Stil des magischen Realismus Rushdies wieder auf. Auch das Muster, die Romanhandlung mit der indischen Geschichte zu verknüpfen, wird von mehreren Autoren in der Nachfolge Rushdies aufgegriffen, so in The Shadow Lines von Ghosh, The Great Indian Novel von Shashi Tharoor, Looking Through Glass von Mukul Kesavan und in den Romanen von Vikram Chandra. Eine der erfolgreichsten Werke dieser Kategorie „Historischer Roman“ ist Vikram Seths Mammutwerk A Suitable Boy, dessen Romanhandlung vor dem Hintergrund historischer Ereignisse spielt (die 1950er Jahre nach Indiens Unabhängigkeit) und der sowohl in Indien als auch international geschätzt wird.
Shashi Deshpande gehört zu der Gruppe von indischen Schriftstellerinnen, die sich ab den 1980er Jahren in Indien und international etabliert haben; weitere wichtige Autorinnen sind Gita Hariharan und Arundhati Roy. Deshpandes Romane behandeln vor allem die Situation urbaner Mittelklassefrauen in Indien. Hariharans Romane experimentieren mit literarischen Formen, so sind z. B. A Thousand Faces of Nights (1992) und The Ghosts of Vasu Master (1994) Neuerzählungen von Volkssagen und Kinderliteratur. Arundhati Roys Roman The God of Small Things (1997) zieht Parallelen zwischen dem individuellen Schicksal ihrer Heldin Ammu („small things“) und dem „Big God“ der Nation. Roy gewann für ihren Roman 1997 den Booker Prize, ebenso wie die indischstämmigen Kiran Desai (The Inheritance of Loss, 2006) und Aravind Adiga (The White Tiger, 2008).
Eine weitere Romanautorin ist Ruth Prawer Jhabvala, die in der Sekundärliteratur häufig auch zu den indischen Autoren in englischer Sprache gezählt wird, obwohl sie keine gebürtige Inderin ist. Prawer Jhabhvala wurde in Deutschland als Tochter polnischer Eltern geboren und lebte ab dem Alter von 12 Jahren zunächst in England. Sie heiratete einen indischen Architekten und lebt abwechselnd in Indien und den USA. Ihre Romane sind scharfe Beobachtungen der indischen Mittelklassegesellschaft. Für ihren Roman Heat and Dust (Hitze und Staub, dt. 1985) gewann sie 1975 den Booker Prize. Bekannt ist Prawer Jhabhvala aber vor allem für ihre Jahrzehnte lange Zusammenarbeit mit dem Regie-Duo Ismail Merchant und James Ivory. Für ihre Drehbücher wurde sie zweimal mit dem Oscar ausgezeichnet.
Wichtige indische Lyriker in englischer Sprache sind ab den 1980er Jahren unter anderem Manohar Shetty und die Dichterinnen Eunice de Souza und Melanie Silgardo. Zählt man noch indische Autoren hinzu, die Teil der indischen Diaspora sind, d. h. zur indischen Community außerhalb Indiens zählen, dann wären unter anderem noch die Dichterinnen Meena Alexander, Sujata Bhatt und Imtiaz Dharker als wichtige indische Lyrikerinnen in der englischen Sprache zu nennen. (Dharker ist genau genommen im heutigen Pakistan geboren, wird aber dennoch in Literaturgeschichten gelegentlich als indische englischsprachige Dichterin genannt.) Alle drei Autorinnen adressieren das Thema Gender und ihre Identität als weibliche Autorinnen in ihrer Lyrik.

## Indisches englischsprachiges Drama
Im Gegensatz zu Romanen und Lyrik sind bisher wenig englischsprachige Dramen in Indien erschienen, die nationale oder internationale Bedeutung erlangt haben. Dies ist unter anderem der Tatsache geschuldet, dass die meisten Theaterstücke eher in den Regionalsprachen Indiens aufgeführt werden.
Modernes säkulares Drama in Indien hat seine Anfänge im 19. Jahrhundert, als beliebte englische Dramatiker und klassische indische Sanskritdramen hauptsächlich in Bombay und Kalkutta durch Amateurtruppen aufgeführt wurden. Dramen, die von indischen Autoren verfasst wurden und Adaptionen von britischen oder indischen Klassikern waren, wurden jedoch fast ausschließlich in den indischen Landessprachen aufgeführt, mit der Ausnahme von Shakespeare-Produktionen durch College-Studenten.
Erst ab den 1960er Jahren erlebte das indische englischsprachige Theater einen ersten Aufschwung. Dazu zählten die Ankündigung der Theater Group Bombay 1968, den Sultan Padmasse Award für indische Theaterstücke in Englisch zu vergeben. Nissim Ezekiel, indischer Dramatiker und Dichter, wurde 1961 der erste Direktor der National School of Drama. Einige indische Dramatiker, die ihre Theaterstücke auf Englisch verfassen, sind unter anderem neben Nissim Ezekiel noch Gieve Patel, Cyrus Mistry, Dina Mehta und Mahesh Dattani, die z. T. auch als Lyriker bekannt sind.

## Indische Comics auf Englisch
Als weiteres Genre der indischen englischsprachigen Literatur ist schließlich noch der Comic zu nennen. Bis 1967 wurde des Genre der Comics von britischen und amerikanischen Verlagen beherrscht, bis Anant Pai den Comic Amar Chitra Katha startete, der bei International Book House erschien. Motivation für diese Comics war die Dominanz europäischer und US-amerikanischer Mythen und Erzählungen auf dem Comicmarkt, dem Pai Comics mit Handlungen aus der indischen Mythologie entgegensetzte, um indische Kinder mit ihrer eigenen Geschichte und Literatur vertraut zu machen.

## Die Debatte um Englisch als indische Literatursprache
Die englische Sprache ist zwar eine der offiziellen Sprachen Indiens, aber als Literatursprache in Indien war und ist sie noch umstritten; ihr Status wird von indischen Autoren und Kritikern heftig debattiert. So gibt es Autoren, die bewusst nicht auf Englisch, sondern in eine der anderen Landessprachen Indiens schreiben, weil sie das Englische als Sprache der ehemaligen Kolonialmacht Großbritannien ablehnen. Auch die Zugänglichkeit der englischsprachigen Literatur für den Großteil der Bevölkerung Indiens ist ein strittiges Thema. Englischsprachige Literatur hat nur ein kleines Publikum in Indien selbst, das sich hauptsächlich auf eine urbane Elite beschränken dürfte und häufig auch nur dessen Themen adressiert. Englischsprachige indische Autoren müssen sich also der Frage stellen, ob sie für den indischen Markt überhaupt schreiben oder eher den internationalen Erfolg in englischsprachigen Ländern wie den USA und Großbritannien im Blick haben.
Es gibt darüber hinaus eine Konkurrenzsituation zwischen der englischsprachigen Literatur und den Literaturen in den Landessprachen Indiens: Durch den Erfolg Salman Rushdies und anderer englischsprachiger Autoren wird indische Literatur außerhalb Indiens häufig mit indischer englischsprachiger Literatur gleichgesetzt, so dass die vielfältige Literatur in den Landessprachen Indiens oft verkannt oder als nicht vermarktbar betrachtet wird. Autoren in den Regionalsprachen Indiens müssen zudem mit der Tatsache kämpfen, dass sie im Gegensatz zu ihren in Englisch schreibenden Kollegen weniger leicht Zugang zu internationalen Verlagen haben.
Eine weitere Diskussion kreist darum, ob englischsprachige Literatur repräsentativ und authentisch für die Situation in Indien sein kann. Viele der englischsprachigen Autoren wohnen und arbeiten außerhalb Indiens und gehören einer urbanen Elite an, die wenig Kontakt mit der durchschnittlichen Bevölkerung Indiens hat. Autoren der Regionalliteraturen – so die These – können in ihrer Landessprache und durch den engeren Kontakt mit dem täglichen Leben in Indien authentischer indische Literatur verfassen.
Betrachtet man jedoch den Anteil der des Englischen in Schrift und Wort Mächtigen in absoluten Zahlen, kommt man in Indien immer noch auf die beachtliche Zahl von potentiellen Lesern, womit Indien durchaus eine Leserschaft für englischsprachige Literatur bietet. Ferner hat sich die Sicht auf das Englische in Indien auch gewandelt – es wird zunehmend als Sprache der weltweiten Kommunikation und als Lingua Franca im multilingualen Indien geschätzt. In den Städten Indiens bildet sich zudem eine Bevölkerungsgruppe heraus, die Englisch als Muttersprache erwirbt.
Erfolge populärer Literatur auf Englisch wie der Unterhaltungsroman Five Point Someone von Chetan Bhagat in 2014, der zusammen mit weiteren Romanen Bhagats in Indien millionenfach verkauft wurde, deuten zudem eine Änderung des indischen Buchmarkts an: Englischsprachige Literatur wird zunehmend für etwas breitere Massen verkäuflich und beschränkt sich nicht mehr nur auf eine kleine englischsprechende Elite.